# Жаслык
Жаслы́к (узб. Jasliq/Жаслиқ, каракалп. Жаслық) — посёлок городского типа в Кунградском районе Каракалпакстана, Узбекистан. В посёлке расположена одноимённая железнодорожная станция (на линии Найманкуль — Бейнеу) и бывший аэропорт местных воздушных линий Тулей.
Статус посёлка городского типа с 1975 года.

## Инфраструктура
В 9 км северо-восточнее посёлка находится бывший военный аэродром. В окрестностях посёлка в 1980-е годы создавался военный полигон «Восьмая станция химической защиты», предназначенный для испытания химического оружия и средств защиты от него. Основная территория полигона представляла собой пятиугольник размером примерно 30х40 км, расположенный восточнее шоссе Бейнеу — Нукус, между шоссе и Аральским морем. Полигон эксплуатировался военнослужащими из расквартированных в Нукусе войсковых частей: испытательный химический полк (в/ч 44105) и центр по разработке средств защиты от химического оружия (в/ч 26382). Для авиационного обеспечения полигона использовалась 101-я отдельная испытательная авиационная эскадрилья (самолёты Ан-26, вертолёты Ми-8), базировавшаяся на аэродроме Нукус. Строительство полигона и аэродрома осуществляли военные строители.  В/ч 11708 и 01528, расквартированные в пгт Жаслык. Подчинялись в/ч 43177 (Нукус).
Аэродром Жаслык, полигон и две части военных строителей закрыты в конце 1991 – начале 1992 гг. Военнослужащие выведены в Россию.
В 1999 году на месте бывшего военного городка и аэродрома была создана колония строгого режима «Жаслык» (УЯ 64/71) для заключенных из числа лиц, причастных к деятельности религиозных экстремистских группировок. В августе 2019 года президент Узбекистана заявил, что колония будет закрыта.

## Достопримечательности
В 67 км северо-западнее железнодорожной станции Жаслык на плато Устюрт расположен памятник средневековой архитектуры караван-сарай Белеули. 
- Белеули в XX веке
- Современный вид Белеули
- План Белеули

## Население
| 1979 | 1989 | 2011 |
| ---- | ---- | ---- |
| 2275 | 3791 | 3968 |